# Ostřice chabá
Ostřice chabá (Carex flacca, syn. Carex glauca) je druh jednoděložné rostliny z čeledi šáchorovité (Cyperaceae).

## Popis
Jedná se o rostlinu dosahující výšky nejčastěji 10–50 cm. Je vytrvalá, netrsnatá s plazivými oddenky a dlouhými výběžky. Listy jsou střídavé, přisedlé, s listovými pochvami. Lodyha je tupě trojhranná, nahoře trochu drsná, delší než listy, celá rostlina je víceméně sivozelená. Čepele jsou asi 4–7 mm široké, na líci tmavě zelené, na rubu sivé. Bazální pochvy jsou hnědé až nachově hnědé, nerozpadavé. Ostřice chabá patří mezi různoklasé ostřice, nahoře jsou klásky čistě samčí, dole čistě samičí. Samčích klásků bývá 2–3, vzácně jen jeden, samičích bývá 2–3, vzácněji až 5. Dolní listen je bez pochvy nebo s krátkou pochvou, je asi stejně dlouhý jako celé květenství, na bázi má tmavou skvrnu. Samičí klásky jsou za plodu nápadně převislé. Okvětí chybí. V samčích květech jsou zpravidla 3 tyčinky. Čnělky jsou většinou 3. Plodem je mošnička, která je asi 2–4 mm dlouhá, obvejčitá, za zralosti hnědá až černavá, bezžilná, papilnatá až krátce pýřitá, zobánek je velmi krátký, uťatý. Každá mošnička je podepřená plevou, která je rezavě hnědá až černě nachová s úzkým bílým lemem, na vrcholu někdy s osinkou. Kvete nejčastěji v květnu. Počet chromozómů: 2n = 48.

## Rozšíření
Ostřice chabá roste v Evropě, chybí v severní Skandinávii. Zasahuje až do severní Afriky, zavlečena byla do Severní Ameriky a na Nový Zéland. Mapka rozšíření viz zde: .

## Rozšíření v Česku
V ČR roste celkem často od nížin do podhůří, vyhledává spíše bazické substráty. Roste na slatinných loukách, na mokřinách, u cest, světlých borových lesích, lomech, na mezích a stráních aj.